# Вильгельм Аделин
Вильгельм (Уильям) Адели́н (или Вильгельм Этелинг; англ. William Adelin; др.-англ. William Ætheling; не позднее 5 августа 1103 — 25 ноября 1120) — единственный законный сын и наследник короля Англии Генриха I, герцог Нормандии в 1120 году. После смерти матери в 1118 году он, вероятно, какое-то время исполнял обязанности регента Англии, поскольку его отец тогда находился в Нормандии.
Недолгой жизнью Вильгельма управляло желание его отца гарантировать бесспорное наследование в Англии и Нормандии, а благодаря браку принцу было обеспечено наследование ещё и графств Анжу и Мэн. Гибель принца в 1120 году в результате крушения «Белого корабля» у берегов Нормандии повлекла неопределённость в вопросе наследования английского престола, что стало одной из причин феодальной анархии в Англии в 1135—1154 годах.

## Биография
Вильгельм был единственным законнорожденным сыном Генриха I Боклерка, короля Англии из Нормандской династии, и его первой жены Матильды Шотландской. Он родился в 1103 году в Уинчестере не позднее 5 августа. Недолгой жизнью Вильгельма управляло желание его отца гарантировать бесспорное наследование в Англии и Нормандии, а также, если возможно, добавить к этим владениям ещё и графство Мэн, которое было предметом споров между герцогами Нормандии и графами Анжу ещё до Нормандского завоевания Англии. Однако эти устремления Генриха I наталкивались на противодействие короля Франции Людовика VI, который был серьёзно обеспокоен амбициями английского короля, из-за чего поддерживал Вильгельма Клитона, сына Роберта Куртгёза, старшего брата Генриха I.
Вильгельм получил некоторые навыки по управлению королевством, хотя они ему никогда уже не пригодились. Хронист Уильям Мальмсберийский сообщает, что принц был обучен для наследования престола с надеждой и огромной заботой, при этом он подвергал сомнению его потенциал. Воспитателем Вильгельма и его незаконнорожденных братьев был назначен Оттивел Фиц-Эрл, незаконнорожденный сын Гуго д’Авранша, 1-го графа Честера. Одному из своих воспитанников, Роберту, графу Глостеру, воспитатель привил любовь к письму. Также Оттивел был назначен кастеляном лондонского Тауэра, где, вероятно, происходило воспитание Вильгельма.
На Вильгельма возлагались большие надежды в том числе потому, что по матери он был потомком англосаксонских королей. Упоминалось пророчество, якобы данное на смертном одре королём Эдуардом Исповедником, благодаря которому Вильгельма ждало счастье. Ордерик Виталий в своём труде называет Вильгельма англосаксонским королевским эпитетом «Этелинг» (Ætheling, Adelinus, в более позднем варианте Adelingus) и указывает, что все рассматривали его как законного наследника. При этом «Англосаксонская хроника» называла Вильгельма просто «сыном короля», в то время как его нормандского кузена называли с прозвищем «Клитон» (Clito от лат. inclitus — честь). Но вслед за Ордериком Виталием некоторые современные историки используют для Вильгельма прозвище Аделин.
Уже с 1113 года, когда Вильгельму исполнилось 10 лет, его имя появляется в качестве свидетеля на королевских документах. В это же время он становится инструментом для дипломатии своего отца: в феврале этого года Вильгельм близ Алансона был помолвлен с Алисой (Изабеллой) Анжуйской, старшей дочерью графа Анжу Фулька V и графини Мэна Ирменгарды. Фульк был одним из крупнейших сеньоров Северной Франции, в союзе с которым был заинтересован король Генрих I для обеспечения безопасности своих владений.
Процесс обеспечения наследования сыном англонормандской монархии, начатый Генрихом I помолвкой сына, продолжился через 2 года: в качестве наследника герцогства Нормандия Вильгельм принял оммаж и клятву верности от нормандских баронов. В 1116 году аналогичную клятву ему принесли бароны Англии. Считается, что после того как 1 мая 1118 года умерла мать Вильгельма, он выполнял обязанности регента Англии в то время, однако предписания, сделанные от имени принца, не могут быть точно датированы.
Сам Генрих I в это время был в Нормандии, где началось восстание баронов, поддерживавших претензии Вильгельма Клитона на герцогство. В декабре 1118 года он потерпел серьёзное поражение, когда его войска были разбиты под Алансоном армией графа Фулька V Анжуйского. Однако значение этого поражения невелико: вскоре Генрих I подкупил Фулька, чтобы тот перешёл из лагеря французского короля на его сторону. Кроме того, граф Анжу дал согласие на брак своей дочери Алисы (Изабеллы) с Вильгельмом. Церемония бракосочетания состоялась в июне 1119 года в Лизье. При этом невеста получила новое имя — Матильда. В качестве приданого Фульк выбрал графство Мэн, а также пообещал Анжу, если умрёт в крестовом походе.
В 1119 году в Нормандию вторглась армия французского короля Людовика VI. 20 августа 1119 года принц Вильгельм вместе с отцом участвовал в битве при Бремюле. Французы были разбиты, а Вильгельм Клитон, который тоже участвовал в битве, бежал. На следующий день Вильгельм Этелинг великодушно вернул Клитону потерянного тем накануне в стычке коня. В ноябре того же года Генрих I взял сына на встречу у Жизора с папой римским Каликстом II, приходившимся ему родственником.
Также Генрих предпринял шаги по наследованию Вильгельмом Нормандии. В середине 1119 году Вильгельм засвидетельствовал в Руане хартию как «благодатью божией избранный король» (лат. dei gratia rex designatus). В следующем году Вильгельм Аделин принёс оммаж королю Франции Людовику VI за Нормандское герцогство. Позже подобным средством пользовались короли, не желавшие приносить оммаж другому королю за свои владения, от которого они держали данное владение. Здесь был сделан шаг к тому, что в будущем Вильгельм должен был стать правителем Нормандии, Анжу и Мэна. Однако этим планам не суждено было осуществиться.

### Гибель Вильгельма

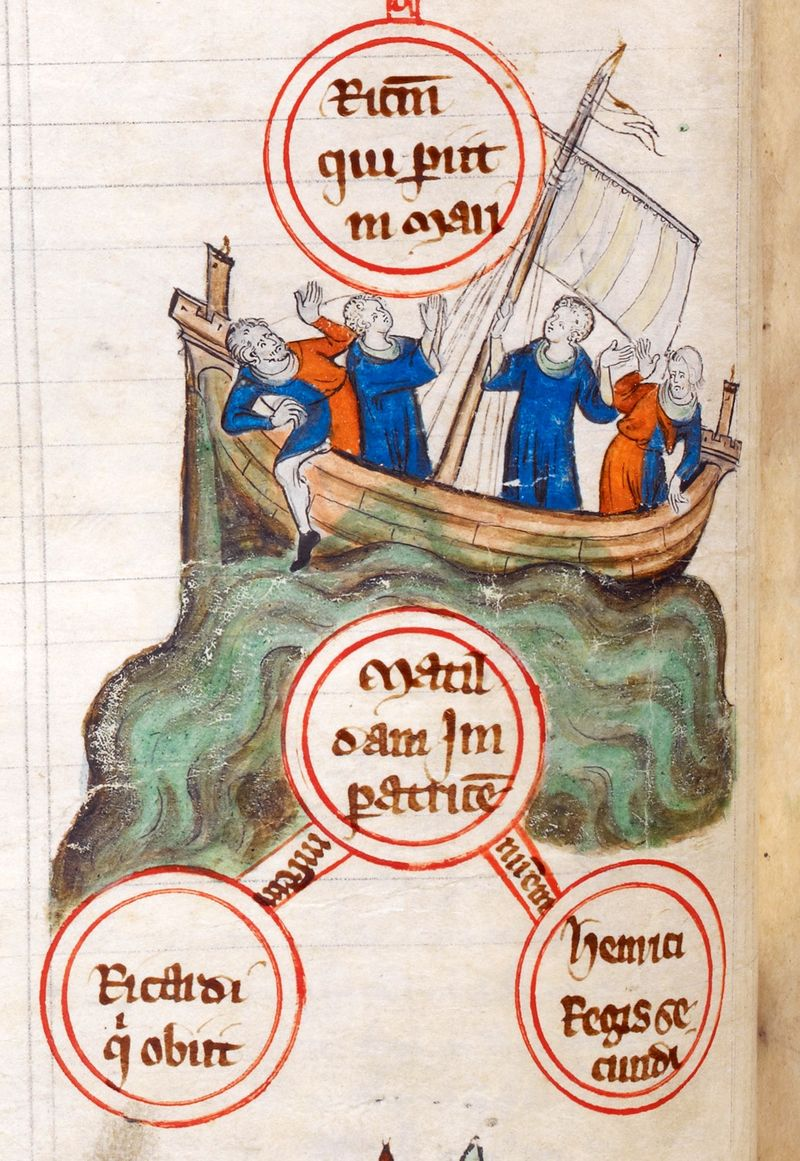
Крушение Белого корабля

После завершения военной кампании король Генрих I и его приближённые в ноябре 1120 года собрались отправиться в Англию. Для путешествия ему предложили воспользоваться прекрасным и быстроходным судном — «Белым кораблём», однако король уже договорился о путешествии на другом корабле. В результате на «Белом корабле» отправился его наследник, Вильгельм Этелинг, который выплыл из Барфлёра вечером 25 ноября. Наследника сопровождали многие представители знати. Ордерик Виталий сообщает, что команда попросила у Вильгельма вина, которое тот выдал им в большом количестве. К моменту отплытия корабля на его борту находилось больше 300 человек, судя по всему команда, и пассажиры, были пьяны. При этом некоторые из пассажиров, включая будущего короля Англии Стефана де Блуа, страдающего от диареи, ещё до отплытия высадились на берег, решив вернуться в Англию позже.
К моменту отплытия уже спустилась ночь. Обнаружив, что другие корабли давно уже отплыли, Вильгельм приказал капитану обогнать их, чтобы прибыть в Англию первыми. «Белый корабль» был достаточно быстрым, однако в темноте он наскочил на затопленную скалу. Телохранитель Вильгельма, быстро поняв опасность, усадил принца в небольшую шлюпку, и он мог спастись, однако, услышав крики о помощи своей сестры Матильды Фицрой, оставшейся на корабле, он повернул назад, пытаясь спасти её. Когда шлюпка подплыла к кораблю, тот уже начал тонуть, пытающиеся спастись люди, стараясь залезть в шлюпку принца, опрокинули её, после чего Вильгельм утонул вместе с ними. Спастись удалось только некоему Берольду, мяснику из Руана, который и рассказал о случившемся, весь остальной экипаж и пассажиры погибли. Тела некоторых погибших потом в течение нескольких месяцев находили на берегу. Ордерик Виталий сообщает, что Томас Фиц-Стефан, капитан корабля, тоже смог выплыть, однако, узнав, что Вильгельм утонул, он предпочёл утонуть и сам, чтобы лично не сообщать королю о смерти сына.
В числе погибших было 50 моряков и 250 пассажиров, включая слуг и морских пехотинцев. Из них 140 были рыцарями или дворянами, 18 были дворянками. Кроме Вильгельма, среди погибших было много других представителей высшей знати.
Гервасий Кентерберийский сообщает, что принц и его приближённые страдали непомерной гордостью, любовью к похоти и роскоши. Существуют смутные намёки на то, что Вильгельм был достаточно жёстким правителем в своих английских владениях. Известные случаи из его короткой жизни свидетельствуют о том, что он очень любил свою семью, что оказалось в итоге фатальным для него.
Вильгельму в момент гибели было чуть больше 17 лет, детей у него не было.

### Проблема престолонаследия
Гибель единственного наследника Генриха I резко осложнила политическую ситуацию в стране. После прибытия короля в Англию ему несколько дней не решались сообщить о произошедшем. По сообщениям хронистов, Генрих, после того как услышал о гибели сына, больше никогда не улыбался. Горе короля было усилено тем, что ему пришлось распутывать мирные соглашения с королём Франции и графом Анжу, которых он достиг с большим трудом, поскольку они все были завязаны на брак Вильгельма и его оммаж Людовику VI. Кроме того, теперь у Генриха I не было наследника. В попытке его обрести Генрих женился снова, но этот брак был бездетным. Уже в 1123 году в Нормандии вспыхнуло новое восстание в поддержку Клитона, которое с трудом было подавлено Генрихом I. Вновь активизировались враги Англии — граф Анжуйский и король Франции, которые поддерживали кандидатуру Клитона до его смерти в 1128 году. В итоге Генрих решил назначить наследницей свою овдовевшую дочь Матильду, которая в 1125 году вернулась в Англию. Под давлением короля она была признана наследницей англонормандской монархии. При этом некоторые представители знати выступали против её кандидатуры, поддерживая племянника Генриха I, Стефана Блуаского, сына его сестры Аделы, который благодаря великодушию короля был крупным землевладельцем в Англии.
Неопределённость вопроса престолонаследия привела к тому, что после смерти Генриха I в 1135 году в стране вспыхнула гражданская война между сторонниками Стефана и Матильды, продолжавшаяся до воцарения Плантагенетов в 1154 году.

## Брак
Жена: с июня 1119 (Лижье, Нормандия) Алиса (Изабелла) Анжуйская (1110/1111 — 1154), дочь Фулька V, графа Анжу, и Ирменгарды, графини Мэна. После брака получила имя Матильда. Детей от брака не было.
В ноябре 1120 она выжила, поскольку плыла в Англию на корабле Генриха I. Позже она вернулась во Францию к отцу, где ушла в монастырь Фонтевро, в котором позднее стала аббатисой и скончалась в 1154 году.

## В культуре
Гибель «Белого корабля» показана в прологе исторического романа Кена Фоллета «Столпы Земли», а также в одноимённом мини-сериале, являющегося экранизацией романа.